# Torrazza Piemonte (przystanek kolejowy)
Torrazza Piemonte (wł. Stazione di Torrazza Piemonte) – przystanek kolejowy w Torrazza Piemonte, w prowincji Turyn, w regionie Piemont, we Włoszech. Znajduje się na linii Turyn – Mediolan.
Według klasyfikacji RFI ma kategorię brązową.

## Linie kolejowe
- Turyn – Mediolan